# Martin Kadlec
Martin Kadlec (* 5. prosince 1988 Kadaň) je český lední hokejista nastupující na pozici útočníka.

## Život
V juniorských letech hrál za HC Slovan Ústí nad Labem. V sezóně 2007/2008 nastupoval za SK Kadaň a vypomáhal také mužstvu HC Klášterce nad Ohří. Podobný model aplikoval i v následujících třech ročnících. Sezónu 2011/2012 sice začal v České republice, když odehrál dvě utkání za Kadaň a šest za Klášterec nad Ohří. Pak ovšem přestoupil do běloruského celku HK Brest, za který hrál ještě následující dvě sezóny. Ročník 2014/2015 již opět odehrál v České republice, když nastupoval za Kadaň, ale pomáhal také chomutovským Pirátům, s nimiž vybojoval postup do české nejvyšší soutěže. Následující ročník zahájil v běloruském Metallurgu Žlobin, ale dokončil ho v barvách SK Kadaň. Před sezónou 2016/2017 přestoupil do HC Slavia Praha a za tento klub nastupoval i v dalším ročníku (2017/2018), v jehož průběhu ale rovněž hostoval v litoměřickém celku.
Do Litoměřic následně přestoupil a odehrál za ně dva kompletní ročníky (2018/2019 a 2019/2020). Následně změnil působiště a stal se hráčem Sokolova, ze kterého nejprve formou hostování vypomáhal v době covidu Karlovým Varům, ale poté přestoupil zpět do Litoměřic. Za ně hrál i následující sezónu (2021/2022), v jejímž průběhu nastupoval na střídavé starty rovněž za kladenské Rytíře. Poté na ročník 2022/2023 přestoupil do béčka Pardubic a odtud posléze do Kolína. Před sezónou 2023/2024 podepsal smlouvu s francouzským celkem HC Marseille.